# Robert Kroetsch
Robert Paul Kroetsch (ur. 26 czerwca 1927 w Heisler, zm. 21 czerwca 2011 koło Edmonton) – kanadyjski pisarz, poeta i teoretyk literatury.

## Życiorys
Urodził się we wsi Heisler w kanadyjskiej prowincji Alberta. Studiował na University of Alberta, gdzie w 1948 roku uzyskał B.A. W 1961 roku uzyskał doktorat na University of Iowa. Pracował jako wykładowca na amerykańskim Binghamton University, w latach 70. wrócił do Kanady, gdzie wykładał na University of Manitoba, University of Calgary, a następnie w Saskatchewan Summer School of the Arts. 
Debiutował powieścią But We Are Exiles, wydaną w 1966 roku. Był twórcą nowej formuły poematu tzw. long poems, nawiązującej do utworów Williama Wordswortha i Walta Whitmana. Był uważany za jednego z najważniejszych twórców i teoretyków kanadyjskiego postmodernizmu. 
W 2004 roku został odznaczony Orderem Kanady. 
Zginął w wypadku samochodowym w Edmonton w pobliżu Leduc (gdzie mieszkał), podczas drogi powrotnej z festiwalu literackiego Artspeak Festival. 

## Twórczość

### Powieści
- But We Are Exiles - 1965
- The Words of My Roaring - 1966
- The Studhorse Man - 1969
- Gone Indian - 1973
- Badlands - 1975
- What the Crow Said - 1978
- Alibi - 1983
- The Puppeteer - 1992
- The Man from the Creeks - 1998

### Poezja
- The Stone Hammer Poems - 1975
- The Ledger - 1975
- Seed Catalogue - 1977
- The Sad Phoenician - 1979
- The Criminal Intensities of Love as Paradise - 1981
- Field Notes: Collected Poems - 1981
- Advice to My Friends - 1985
- Excerpts from the Real Worlds: A Prose Poem in Ten Parts - 1986
- Completed Field Notes: The Long Poems of Robert Kroetsch - 1989
- The Hornbooks of Rita K - 2001
- The Snowbird Poems - 2004
- Too Bad: Sketches Toward a Self-Portrait - 2010